# Happiness Is the Road
Happiness Is the Road è il quindicesimo album in studio del gruppo musicale britannico Marillion, pubblicato il 20 ottobre 2008 dalla Intact Records.

## Descrizione
Si tratta di un doppio album composto da due volumi, Essence e The Hard Shoulder: il primo presenta i brani collegati tra loro, formando un unico tema sonoro, mentre il secondo una serie di brani slegati dal concept. Il titolo deriva da una massima di Buddha: Non esiste la strada per la felicità, la felicità è la strada.

## Promozione
Ancor prima della pubblicazione del disco, l'8 febbraio 2008 i Marillion hanno diffuso uno spezzone del brano Real Tears for Sale, tratto da Volume 2: The Hard Shoulder. Il titolo dell'album, insieme a quello dei due volumi, è stato reso noto dal gruppo il 12 marzo seguente attraverso il loro sito. Il 23 luglio è stato reso disponibile per il download gratuito una versione ridotta del brano Whatever Is Wrong with You, attraverso la quale i fan hanno potuto partecipare a un contest atto alla realizzazione di un proprio video musicale.
Happiness Is the Road è stato inizialmente distribuito, ad esclusione del mercato statunitense e polacco, esclusivamente sul sito del gruppo in edizione deluxe con i due volumi e standard sotto forma di CD singolo o doppio LP per ciascun volume. Il 2 febbraio 2009 l'album è stato commercializzato anche nei tradizionali negozi di musica attraverso la EMI.
Nel mese di novembre 2008 i Marillion hanno intrapreso una tournée europea in supporto all'album, replicandolo tra gennaio e febbraio 2009 sempre in Europa. Dalla data tenuta a Colonia è stato tratto l'album dal vivo Happiness Is Cologne, uscito nel 2009.

## Tracce
Testi di Steve Hogarth, musiche dei Marillion.
Volume 1: Essence
1. Dreamy Street – 1:58
2. This Train Is My Life – 4:46
3. Essence – 6:25
4. Wrapped Up in Time – 5:02
5. Liquidity – 2:08
6. Nothing Fills the Hole – 3:19
7. Woke Up – 3:36
8. Trap the Spark – 5:38
9. A State of Mind – 4:29
10. Happiness Is the Road – 10:01
11. [silenzio] – 1:59 – traccia fantasma
12. Half Full Jam – 6:47 – traccia fantasma

Volume 2: The Hard Shoulder
1. Thunder Fly – 6:20
2. The Man from the Planet Marzipan – 7:51
3. Asylum Satellite #1 – 9:28
4. Older Than Me – 3:08
5. Throw Me Out – 3:57
6. Half the World – 5:04
7. Whatever Is Wrong with You – 4:12
8. Especially True – 4:33
9. Real Tears for Sale – 7:34

## Formazione
Gruppo
- Steve Hogarth – voce, cori, CP70, pianoforte, Kurzweil, glockenspiel, percussioni
- Steve Rothery – chitarra elettrica, chitarra acustica, chitarra baritona, cori
- Pete Trewavas – basso, voce, chitarra elettrica occasionale, clarinetto (CD 2: traccia 5)
- Mark Kelly – tastiera, pianoforte, armonium, cori
- Ian Mosley – batteria, cori

Altri musicisti
- Steven Claydon – basso acustico
- S. Audley – dulcimer
- Preston Bisset – percussioni aggiuntive
- Jon Hutton – tamburello sovraccarico
- Nial – cori aggiuntivi
- Sofi – cori aggiuntivi
- Lucy – cori aggiuntivi
- Stephanie – cori aggiuntivi
- Linette – cori aggiuntivi
- Vicki – cori aggiuntivi
- Georgina – cori aggiuntivi
- Deborah – cori aggiuntivi
- Erik – cori aggiuntivi
- Shaz – cori aggiuntivi
- Col – cori aggiuntivi
- Emil Hogarth – ultrasound heartbeat (CD 1: traccia 1)
- Dawn Roberts – cimbalini a dita (CD 1: traccia 3)
- Sam Morris – corno francese (CD 2: traccia 9)

Produzione
- Michael Hunter – produzione, registrazione, missaggio
- Marillion – produzione
- Rodrerick Brunton – assistenza tecnica
- Jon Cameron – assistenza tecnica
- Simon Heyworth – mastering